# Kang Min-hyuk
Kang Min-hyuk (강민혁?; Goyang, 28 giugno 1991) è un attore, musicista e cantautore sudcoreano. È il batterista della rock band sudcoreana CNBLUE.

## Carriera
Kang è diventato membro di CNBLUE nel 2009. Il gruppo ha debuttato in Giappone con il mini album Now or Never il 19 agosto 2009, con l'etichetta indipendente AI Entertainment. Hanno debuttato ufficialmente in Corea nel 2010 con il mini album Bluetory, e la title track "I'm a Loner" è diventata un successo immediato in Corea.
Nel 2010, Kang ha iniziato la sua carriera di attore in un film omnibus Acoustic insieme al suo collega membro dei CNBLUE Lee Jong-hyun. Ha poi fatto il suo debutto sul piccolo schermo nel dramma della SBS It's Okay, Daddy's Girl. Nel 2011, è stato scritturato nel melodramma giovanile della MBC Neon naege banhaess-eo, interpretato da Jung Yong-hwa. Ha cantato una OST per il dramma, intitolata "Star". Nel 2012, ha recitato nel dramma familiare del fine settimana della KBS My Husband Got a Family, e ha ottenuto il riconoscimento per il suo ruolo di playboy.
  

Kang ha continuato a guadagnare più popolarità dopo aver recitato in Sangsokjadeul, un dramma adolescenziale scritto da Kim Eun-sook. Insieme alla sua co-star Krystal, sono stati votati come la migliore coppia sullo schermo ai DramaFever Awards del 2013. Nel 2015, Kang è diventato un cast fisso del reality show di varietà della KBS Brave Family ed è diventato un conduttore dello show di JTBC Mum is Watching.

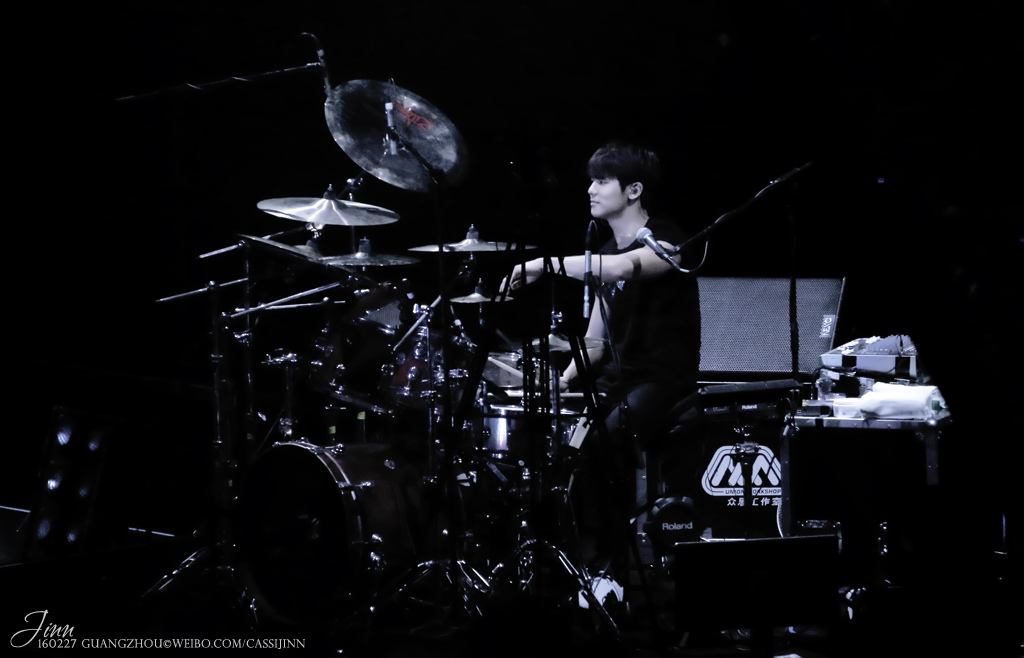
Kang si esibisce a Canton, 2016

Dopo una pausa di tre anni, Kang ha fatto il suo ritorno televisivo nel dramma musicale della SBS Entertainer, il quale ha vinto un Excellence Award agli SBS Drama Awards. Lo stesso anno, è diventato presentatore del programma di musica dal vivo Music Bank con Solbin delle Laboum.
Nel 2017, Kang è stato scelto per il suo primo ruolo da protagonista, interpretando un medico nel dramma medico di MBC Byeong-wonseon. Nel 2018 ha avuto un ruolo secondario nella commedia in costume Gunghap. Il film è stato girato nel 2015.
Nel 2019 ha pubblicato due singoli giapponesi, Moontalk e On the Cheek, rispettivamente il 7 gennaio e il 14 febbraio. Ha pubblicato l'album contenente questi due singoli insieme ad altre tre tracce giapponesi il 13 marzo.
Dopo il suo congedo dall'esercito all'inizio del 2020, Kang ha fatto il suo ritorno alla recitazione in una commedia drammatica romantica, How to Be Thirty. La serie televisiva in streaming è stata presentata in anteprima su KakaoTV nel febbraio 2021. Nel marzo 2021, ha recitato nella serie comica romantica di MBC Oh My Ladylord.
Il 25 marzo 2022, Kang ha fatto il suo debutto come scrittore nel libro MD Not Everything. Il 4 dicembre ha tenuto un incontro con i fan a Taipei, Taiwan.

### Vita privata
Kang si è arruolato nel servizio militare il 31 luglio 2018. Ha prestato servizio nella 55ª Divisione a Yongin, nella provincia di Gyeonggi. È stato congedato il 19 marzo 2020.

### Filantropia
Il 6 aprile 2019, è stato riferito che Kang ha donato 10 milioni di won alle vittime degli incendi boschivi nella contea di Goseong e Sokcho nella provincia di Gangwon. Secondo la Hope Bridge National Disaster Relief Association, la donazione sarà utilizzata per il recupero delle aree danneggiate.

## Filmografia

### Cinema
- Acoustic, regia di Yoo Sang-hun (2010)
- I Am a Cat (2017)[41]
- Gunghap, regia di Hong Chang-pyo (2018)
- Havana, regia di Yong-Ho Hong (2023)[42]

### Televisione
- It's Okay, Daddy's Girl – serie TV (2010)
- Neon naege banhaess-eo – serie TV (2011)
- My Husband Got a Family – serie TV (2012)
- Sangsokjadeul – serie TV (2013)
- Entertainer – serie TV (2016)
- Hakgyo 2017 (학교 2017?) – serie TV (2017)
- Byeong-wonseon (병원선?) – serie TV (2017)
- Oh My Ladylord – serie TV (2021)
- How to Be Thirty – serie TV (2021)
- Celebrity – serie TV (2023)

## Discografia

### Singoli
- 2010 – High Fly
- 2011 – Star
- 2016 – I See You
- 2019 – Moontalk
- 2019 – On the Cheek

## Doppiatori italiani
Nelle versioni in italiano nelle opere in cui ha recitato, Kang Min-hyuk è stato doppiato da:
- Manuel Meli in Celebrity

## Riconoscimenti
- APAN Star Awards
  - 2012 - Premio stella nascente per My Husband Got a Family[43]
  - 2016 - Candidatura per miglior attore esordiente per Entertainer[43]

- Baeksang Arts Awards
  - 2014 - Candidatura per attore più popolare (TV) per The Heirs[44]

- DramaFever Awards
  - 2014 - Miglior coppia con Krystal Jung per The Heirs

- KBS Drama Awards
  - 2012 - Candidatura per miglior attore esordiente per My Husband Got a Family

- Korean Culture & Entertainment Awards
  - 2012 - Candidatura per miglior attore esordiente (TV) per My Husband Got a Family

- Korea Drama Awards
  - 2012 - Candidatura per miglior attore esordiente per My Husband Got a Family

- MBC Drama Awards
  - 2017 - Candidatura per premio eccellenza, attore in una miniserie per Byeong-wonseon[45]
  - 2017 - Candidatura premio popolarità, attore per Byeong-wonseon[45]
  - 2021 - Candidatura per premio eccellenza, attore in una miniserie per Oh My Ladylord[46]

- SBS Drama Awards
  - 2013 - Premio nuova stella per The Heirs[46]
  - 2016 - Premio eccellenza, attore in una commedia drammatica romantica per Entertainer